# Juan Mata
Juan Manuel Mata García, ismertebb nevén Juan Mata (Burgos, 1988. április 28. –) spanyol labdarúgó, középpályás, az ausztrál Western Sydney Wanderers játékosa.

## Pályafutása

### Real Madrid
Mata a labdarúgó pályafutását a Real Oviedóban kezdte, az édesapja labdarúgó pályafutásának legjelentősebb klubjában. Három évig maradt ott, mielőtt csatlakozott volna 15 évesen a Real Madridhoz. Miután szerepelt a Cadete A-ban, gyorsan fejlődött a juniorklubokban, a Juvenil C-ben, végül pedig a Juvenil A-ban. A legutolsó bajnokságában (2005–06) 18 gólt szerzett, és további hármat a Copa de Campeonesban, beleértve a győztes találatot a Real Valladolid ellen, valamint további hármat a spanyol Juvenil Kupában. 2006-07-ben csatlakozott a Real Madrid Castillához, a 34-es mezt kapta a felnőttcsapatban, míg a 28-ast viselte a Castillaban. Aztán a Chelseaban folytatódott pályafutása ahol megkapta a 10-es számot, EL ill. BL-t nyert és 2014 januárjában a Manchester United labdarúgója lett.

### Valencia
Matanak a 2006–2007-es volt az utolsó szezonja a klubnál, végül 2007 márciusában a Valenciához igazolt, ahol a 2007-08-as idényt elkezdte. Első Valencia CF csapatában eltöltött idényében Spanyol Király-kupát nyert, a Valencia menetelésében a kupában komoly szerepet vállalt.
A 2008-as Spanyol szuperkupában, Mata gólt szerzett egykori klubja a Real Madrid ellen, de összesítéssel 5-6-ra elveszítette a mérkőzést. A 2008-09-es szezont góllal kezdte, RCD Mallorca elleni (3-0) győzelem alkalmával. A CA Osasuna ellen gólpasszt adott David Villa-nak.
A következő két szezonban 68 mérkőzésen 17 gólt jegyzett. 2011 nyarán több klub is érdeklődött érte, köztük az Arsenal és a Tottenham.

### Chelsea
2011. augusztus 21-én a Valencia CF megállapodott a Chelsea FC csapatával: ha Mata átmegy az orvosi vizsgálaton, akkor a londoniak játékosa lesz.
2011. augusztus 27-én csereként debütált a Norwich City ellen (3-1), ahol a harmadik gólt szerezte.
A Bajnokok Ligájában 2011. szeptember 13-án a Bayer Leverkusen ellen a 92. percben szerzett gólt. Ez volt második Chelsea gólja.
A 2011–12-es szezonban a csapattal megnyerte a Bajnokok Ligáját, illetve az FA-kupát is, s a szezon legjobb játékosának választották[forrás?].
A 2012–13-as szezonban Eden Hazard és Oscar csapatba kerülésével hárman az úgynevezett „Mazacar” nevű triót alkották; a Chelsea ezzel a „trióval” megnyerte az Európa-ligát. Matát ebben a szezonban is a klub legjobb játékosának választották[forrás?].
Bár mindkét szezonban a Chelsea egyik húzóembere volt, José Mourinho edző érkezése után szerepe csökkent, mivel gyakran maradt a kispadon. Végül 2014. január 24-én José Mourinho bejelentette, hogy a Manchester United FC szerződtette a spanyol labdarúgót, s klubrekordot jelentő átigazolási díjat, 37,1 millió angol fontot fizetett érte.

### Manchester United FC
Január 28-án a Cardiff City elleni mérkőzésen mutatkozott be a vörösöknél, első gólját pedig március 29-én lőtte, az Aston Villának. Első fél szezonját hat góllal zárta. A következő idényben Ángel Di María, és Louis van Gaal érkezésével új szerepkörben futballozott, nagyszerűen. Az egész bajnokságban alapember volt, márciusban megválasztották a hónap játékosának. A 2015-16-os szezonban a manchesteri alakulat korán, már a csoportkör után kiesett a BL-ből, és a bajnokságban is csak az 5. helyen végeztek. 2016 március 6-án, a West Brom elleni megkapta karrierje első piros lapját. Az idény utolsó meccsén, a Crystal Palace ellen 2-1-re megnyert kupadöntőben Mata szerezte csapata első gólját, a United pedig három év után nyert újra trófeát.

### Galatasaray
2022. szeptember 8-án egy évre szóló szerződést írt alá a török Süper Lig-ben szereplő Galatasarayhoz.

### Vissel Kobe
2023. szeptember 3-án a japán élvonalban szereplő Vissel Kobe bejelentette Mata leigazolását.

## A válogatottban
Megnyerte a 2006-os U19-es labdarúgó-Európa-bajnokságot a spanyol U19-es csapat keretének tagjaként, amelyben kulcsjátékosnak számított. 'Juanín' a csapattársa, Alberto Bueno (5 gólos) mögött a második helyen végzett a góllövőlistán 5 mérkőzésen szerzett 4 találatával. 2007. február 1-jén Iñaki Sáez, az U21-es csapat szövetségi kapitánya nevezte őt a keretbe az Anglia elleni barátságos mérkőzésre Roberto Soldado, José Manuel Jurado, Sergio Sánchez, Miguel Torres, Esteban Granero és Antonio Adán oldalán mindössze 18 évesen és 10 hónaposan.
Részt vett a 2009-es konföderációs kupán és a 2010-es labdarúgó-világbajnokságon, és a 2012-es labdarúgó-Európa-bajnokságon.

#### Válogatott góljai
Frissítve: 2016. november 15.
| Mata góljai a válogatottban | Mata góljai a válogatottban | Mata góljai a válogatottban                      | Mata góljai a válogatottban | Mata góljai a válogatottban | Mata góljai a válogatottban | Mata góljai a válogatottban                    |
| --------------------------- | --------------------------- | ------------------------------------------------ | --------------------------- | --------------------------- | --------------------------- | ---------------------------------------------- |
| 1.                          | 2009.09.09.                 | Estadio Romano, Mérida, Spanyolország            | Észtország                  | 3–0                         | 3–0                         | 2010-es labdarúgó-világbajnokság-selejtező     |
| 2.                          | 2009.10.10.                 | Hanrapetakan Stadium, Jereván, Örményország      | Örményország                | 2–1                         | 2–1                         | 2010-es labdarúgó-világbajnokság-selejtező     |
| 3.                          | 2009.10.14.                 | Bilino Polje, Zenica, Bosznia-Hercegovina        | Bosznia-Hercegovina         | 5–0                         | 5–2                         | 2010-es labdarúgó-világbajnokság-selejtező     |
| 4.                          | 2011.03.29.                 | Darius Girenas Stadium, Kaunas, Litvánia         | Litvánia                    | 3–1                         | 1–3                         | 2012-es labdarúgó-Európa-bajnokság (selejtező) |
| 5.                          | 2011.10.7.                  | Generali Arena, Prága, Csehország                | Csehország                  | 1–0                         | 2–0                         | 2012-es labdarúgó-Európa-bajnokság (selejtező) |
| 6.                          | 2012.07.1.                  | Olimpiai Stadion, Kijev, Ukrajna                 | Olaszország                 | 4–0                         | 4–0                         | 2012-es labdarúgó-Európa-bajnokság (döntő)     |
| 7.                          | 2013.06.11.                 | Yankee Stadion, New York, Egyesült Államok       | Írország                    | 2–0                         | 2–0                         | Barátságos                                     |
| 8.                          | 2013.06.20.                 | Maracanã Stadion, Rio de Janeiro, Brazília       | Tahiti                      | 8–0                         | 10–0                        | 2013-as konföderációs kupa                     |
| 9.                          | 2013.10.15.                 | Estádio Carlos Belmonte, Albacete, Spanyolország | Grúzia                      | 2–0                         | 2–0                         | 2014-es labdarúgó-világbajnokság (selejtező)   |
| 10.                         | 2014.06.23.                 | Arena da Baixada, Curitiba, Brazília             | Ausztrália                  | 3–0                         | 3–0                         | 2014-es labdarúgó-világbajnokság (csoport)     |

## Statisztika
Frissítve: 2022. május 22.
| Klub              | Szezon           | Bajnokság | Bajnokság | Kupa  | Kupa  | Ligakupa | Ligakupa | Nemzetközi | Nemzetközi | Egyéb | Egyéb | Összesen | Összesen |
| Klub              | Szezon           | Meccs     | Gólok     | Meccs | Gólok | Meccs    | Gólok    | Meccs      | Gólok      | Meccs | Gólok | Meccs    | Gólok    |
| ----------------- | ---------------- | --------- | --------- | ----- | ----- | -------- | -------- | ---------- | ---------- | ----- | ----- | -------- | -------- |
| Real Madrid B     | 2006–07          | 39        | 10        | —     | —     | —        | —        | —          | —          | —     | —     | 39       | 10       |
| Összesen          | Összesen         | 39        | 10        | —     | —     | —        | —        | —          | —          | —     | —     | 39       | 10       |
| Valencia          | 2007–08          | 24        | 5         | 8     | 4     | —        | —        | 1          | 0          | —     | —     | 33       | 9        |
| Valencia          | 2008–09          | 37        | 11        | 4     | 2     | —        | —        | 6          | 1          | 2     | 1     | 47       | 14       |
| Valencia          | 2009–10          | 35        | 9         | 2     | 0     | —        | —        | 14         | 5          | —     | —     | 51       | 14       |
| Valencia          | 2010–11          | 33        | 8         | 3     | 0     | —        | —        | 7          | 1          | —     | —     | 43       | 9        |
| Összesen          | Összesen         | 129       | 33        | 17    | 6     | —        | —        | 28         | 7          | 2     | 1     | 174      | 46       |
| Chelsea           | 2011–12          | 34        | 6         | 7     | 4     | 1        | 0        | 12         | 2          | —     | —     | 54       | 12       |
| Chelsea           | 2012–13          | 35        | 12        | 6     | 1     | 5        | 2        | 14         | 4          | 4     | 1     | 64       | 20       |
| Chelsea           | 2013–14          | 13        | 0         | 0     | 0     | 2        | 1        | 2          | 0          | —     | —     | 17       | 1        |
| Chelsea           | Összesen         | 82        | 18        | 13    | 5     | 8        | 3        | 28         | 6          | 4     | 1     | 135      | 33       |
| Manchester United | 2013–14          | 15        | 6         | —     | —     | —        | —        | —          | —          | —     | —     | 15       | 6        |
| Manchester United | 2014–15          | 33        | 9         | 2     | 1     | 0        | 0        | —          | —          | —     | —     | 35       | 10       |
| Manchester United | 2015–16          | 38        | 6         | 4     | 3     | 1        | 0        | 11         | 1          | —     | —     | 54       | 10       |
| Manchester United | 2016–17          | 25        | 6         | 3     | 0     | 3        | 2        | 10         | 2          | 1     | 0     | 42       | 10       |
| Manchester United | 2017–18          | 28        | 3         | 5     | 0     | 1        | 0        | 6          | 0          | 0     | 0     | 40       | 3        |
| Manchester United | 2018–19          | 22        | 3         | 3     | 1     | 1        | 1        | 6          | 1          | —     | —     | 32       | 6        |
| Manchester United | 2019–20          | 19        | 0         | 4     | 1     | 3        | 0        | 11         | 2          | —     | —     | 37       | 3        |
| Manchester United | 2020–21          | 9         | 1         | 1     | 0     | 2        | 2        | 6          | 0          | —     | —     | 18       | 3        |
| Manchester United | 2021–22          | 7         | 0         | 1     | 0     | 1        | 0        | 3          | 0          | —     | —     | 12       | 0        |
| Manchester United | Összesen         | 196       | 34        | 23    | 6     | 12       | 5        | 53         | 6          | 1     | 0     | 285      | 51       |
| Karrier összesen  | Karrier összesen | 446       | 95        | 51    | 16    | 20       | 8        | 109        | 19         | 7     | 2     | 633      | 140      |

1. ↑  A spanyol és az angol kupában játszott mérkőzések.
2. ↑  A Bajnokok ligájában és az Európa-ligában
3. ↑  A spanyol és az angol szuperkupában, illetve az európai szuperkupában és a klubvilágbajnokságon játszott mérkőzések.

## Sikerei, díjai

### Klub
Valencia CF
- Spanyol kupa: 2007–08
- Spanyol szuperkupa-döntős: 2008

Chelsea FC
- FA-kupa: 2011-12
- Angol szuperkupa-döntős: 2012
- Bajnokok Ligája: 2011-12
- Európa-liga: 2012-13

Manchester United FC
- FA kupa: 2015-16
- Community Shield (1): 2016
- Ligakupa: 2016–17
- Európa-liga: 2016–17[16]

### Válogatott
Spanyolország
- Világbajnok: 2010
- Európa-bajnok: 2012
- Konföderációs kupa: bronzérmes 2009

Spanyol U19
- U19-es Európa-bajnok: 2006

Spanyol U21
- U21-es Európa-bajnok: 2011

## Magánélete
Mata az Universidad Politecnica de Madrid egyetemen újságírónak tanult, illetve a Harvard Egyetem üzleti szakán is végzett. A szabadidejében szeret asztaliteniszezni.

## Fordítás
Ez a szócikk részben vagy egészben  a   Juan Manuel Mata című angol Wikipédia-szócikk fordításán alapul.  Az eredeti cikk szerkesztőit annak laptörténete sorolja fel. Ez a jelzés csupán a megfogalmazás eredetét és a szerzői jogokat jelzi, nem szolgál a cikkben szereplő információk forrásmegjelöléseként.